# Nabla
| ∇                        | ∇                     |
| Mathematische Zeichen    | Mathematische Zeichen |
| Arithmetik               | Arithmetik            |
| ------------------------ | --------------------- |
| Pluszeichen              | +                     |
| Minuszeichen             | −, ⁒                  |
| Malzeichen               | ⋅, ×                  |
| Geteiltzeichen           | :, ÷, /               |
| Plusminuszeichen         | ±, ∓                  |
| Vergleichszeichen        | <, ≤, =, ≥, >         |
| Wurzelzeichen            | √                     |
| Prozentzeichen           | %                     |
| Analysis                 |                       |
| Summenzeichen            | Σ                     |
| Produktzeichen           | Π                     |
| Differenzzeichen, Nabla  | ∆, ∇                  |
| Prime                    | ′                     |
| Partielles Differential  | ∂                     |
| Integralzeichen          | ∫                     |
| Verkettungszeichen       | ∘                     |
| Unendlichzeichen         | ∞                     |
| Geometrie                |                       |
| Winkelzeichen            | ∠, ∡, ∢, ∟            |
| Senkrecht, Parallel      | ⊥, ∥                  |
| Dreieck, Viereck         | △, □                  |
| Durchmesserzeichen       | ⌀                     |
| Mengenlehre              |                       |
| Vereinigung, Schnitt     | ∪, ∩                  |
| Differenz, Komplement    | ∖, ∁                  |
| Elementzeichen           | ∈                     |
| Teilmenge, Obermenge     | ⊂, ⊆, ⊇, ⊃            |
| Leere Menge              | ∅                     |
| Logik                    |                       |
| Folgepfeil               | ⇒, ⇔, ⇐               |
| Allquantor               | ∀                     |
| Existenzquantor          | ∃                     |
| Konjunktion, Disjunktion | ∧, ∨                  |
| Negationszeichen         | ¬                     |

Das Symbol Nabla (∇) ist ein mathematisches Zeichen, das hauptsächlich in der Vektoranalysis als Bezeichnung des Nabla-Operators verwendet wird. Daneben wird es in der Differentialgeometrie zur Bezeichnung des Zusammenhangs bzw. der kovarianten Ableitung verwendet.

## Beschreibung
Das Symbol Nabla ist kein Buchstabe, sondern entstand aus ähnlichen Symbolen der Quaternionenanalysis von William Rowan Hamilton. Peter Guthrie Tait führte die heutige Form eines auf die Spitze gestellten Deltas Δ ein.
Der Name „Nabla“ stammt vom Theologen William Robertson Smith (1846–1894), den die Form an die biblische Leier Nevel (hebräisch נבל nével, altgriechisch νάβλα nábla, lateinisch nablium) erinnerte.
Das Nabla ähnelt dem Symbol für Wasser (🜄) in der antiken Vier-Elemente-Lehre. Es besteht aber weder inhaltlicher noch historischer Bezug zwischen beiden Symbolen.
Das Zeichen Nabla ist in HTML als &nabla; und in LaTeX als \nabla darstellbar. Im Unicode-Zeichensatz hat es die Symbolnummer 8711 (hexadezimal 0x2207) erhalten.

## Verwendung
- In der Vektoranalysis dient der Nabla-Operator der vektoriellen Darstellung der Differentialoperatoren für den Gradienten, die Divergenz und die Rotation.
- In der Differentialgeometrie wird das Symbol für affine Zusammenhänge verwendet.[1]
- Im Schiffbau wird mit Nabla die Konstruktionsverdrängung in Kubikmetern symbolisiert.[2]
- In der Programmiersprache APL startet und beendet das Zeichen ∇ den Zeileneditor für Funktionen und hat als Funktionalsymbol die Bedeutung der Selbstreferenz. Ferner ist das Nabla Bestandteil einiger zusammengesetzter APL-Symbole, wie ⍒ und ⍫.
- In der Mikrobiologie/Bioverfahrenstechnik wird mit Nabla das Sterilitätskriterium[3] bezeichnet.